# Gevaş (district)
Gevaş is een Turks district in de provincie Van en telt 29.783 inwoners (2007). Het district heeft een oppervlakte van 968,0 km². Hoofdplaats is Gevaş.
De bevolkingsontwikkeling van het district is weergegeven in onderstaande tabel.
| 1997   | 2000   | 2007   |
| ------ | ------ | ------ |
| 29.629 | 29.557 | 29.783 |